# Deklan Wynne
Deklan Wynne (Johannesburgo, Sudáfrica, 20 de marzo de 1995) es un futbolista sudafricano nacionalizado neozelandés. Juega de defensor.

## Trayectoria
Comenzó su carrera en el East Coast Bays. En 2013 fue contratado por el Wanderers, un club recién formado para disputar la ASB Premiership por jugadores elegibles para jugar la Copa Mundial Sub-20 de 2015, que tuvo lugar en Nueva Zelanda. Ese año, tras disputar el torneo, viajó a Canadá para incorporarse al Vancouver Whitecaps 2, participante de la United Soccer League estadounidense. Luego de que el club fuera disuelto en 2017, firmó con el Colorado Rapids. Fue liberado del club de Colorado al término de la temporada 2020.

### Selección nacional
Disputó la Copa Mundial de 2015 con la selección neozelandesa sub-20. En 2014 recibió el llamado de Anthony Hudson para integrar la selección mayor en reemplazo del lesionado Tom Doyle. Realizó su debut con la selección mayor el 14 de noviembre en un amistoso ante China, que terminó en empate 1-1. En 2017 disputó dos encuentros en la Copa FIFA Confederaciones.
En 2015 disputó los Juegos del Pacífico, que servían de clasificación a los Juegos Olímpicos de Río de Janeiro 2016, con la selección sub-23. Tras ser parte del equipo titular que venció a Vanuatu en la semifinal por 2:0, la federación vanuatuense alegó que Wynne era inelegible de acuerdo a las reglas de la FIFA. Según las mismas, un jugador nacido en un país diferente al cual quería representar y que no tenía padres o abuelos de dicha nacionalidad, debía haber vivido al menos cinco años —contando a partir de su 18.º cumpleaños— en ese país. Wynne no cumplía ninguno de los requisitos, por lo que la confederación de Oceanía ratificó el pedido vanuatuense, descalificando a Nueva Zelanda del torneo. El suceso produjo una controversia dentro de la comunidad futbolística neozelandesa, lo que provocó que se solicitaran excepciones para jugadores en una posición semejante a la de Wynne, incluido él mismo.

#### Partidos y goles internacionales
| Partidos y goles internacionales | Partidos y goles internacionales | Partidos y goles internacionales | Partidos y goles internacionales | Partidos y goles internacionales | Partidos y goles internacionales           | Partidos y goles internacionales |
| #                                | Fecha                            | Estadio                          | Rival                            | Resultado                        | Competición                                | Gol(es)                          |
| -------------------------------- | -------------------------------- | -------------------------------- | -------------------------------- | -------------------------------- | ------------------------------------------ | -------------------------------- |
| 2014                             |                                  |                                  |                                  |                                  |                                            |                                  |
| 1                                | 14 de noviembre                  | National Stadium, Nanchang       | China                            | 1 – 1                            | Amistoso                                   |                                  |
| 2                                | 18 de noviembre                  | 80th Birthday Stadium, Korat     | Tailandia                        | 0 – 2                            | Amistoso                                   |                                  |
| 2015                             |                                  |                                  |                                  |                                  |                                            |                                  |
| 3                                | 31 de marzo                      | Estadio Mundialista, Seúl        | Corea del Sur                    | 0 – 1                            | Amistoso                                   |                                  |
| 2016                             |                                  |                                  |                                  |                                  |                                            |                                  |
| 4                                | 8 de octubre                     | Nissan Stadium, Nashville        | México                           | 1 – 2                            | Amistoso                                   |                                  |
| 5                                | 11 de octubre                    | RFK Stadium, Washington D. C.    | Estados Unidos                   | 1 – 1                            | Amistoso                                   |                                  |
| 6                                | 12 de noviembre                  | Estadio North Harbour, Auckland  | Nueva Caledonia                  | 2 – 0                            | Clasificación para la Copa Mundial de 2018 |                                  |
| 7                                | 15 de noviembre                  | Stade Yoshida, Koné              | Nueva Caledonia                  | 0 – 0                            | Clasificación para la Copa Mundial de 2018 |                                  |
| 2017                             |                                  |                                  |                                  |                                  |                                            |                                  |
| 8                                | 25 de marzo                      | Churchill Park, Lautoka          | Fiyi                             | 2 – 0                            | Clasificación para la Copa Mundial de 2018 |                                  |
| 9                                | 2 de junio                       | Windsor Park, Belfast            | Irlanda del Norte                | 0 – 1                            | Amistoso                                   |                                  |
| 10                               | 12 de junio                      | Estadio Traktar, Minsk           | Bielorrusia                      | 0 – 1                            | Amistoso                                   |                                  |
| 11                               | 17 de junio                      | Zenit Arena, San Petersburgo     | Rusia                            | 0 – 2                            | Copa FIFA Confederaciones 2017             |                                  |
| 12                               | 21 de junio                      | Estadio Olímpico, Sochi          | México                           | 1 – 2                            | Copa FIFA Confederaciones 2017             |                                  |
| 13                               | 1 de septiembre                  | Estadio North Harbour, Auckland  | Islas Salomón                    | 6 – 1                            | Clasificación para la Copa Mundial de 2018 |                                  |
| 14                               | 5 de septiembre                  | Estadio Lawson Tama, Honiara     | Islas Salomón                    | 2 – 2                            | Clasificación para la Copa Mundial de 2018 |                                  |
| 15                               | 11 de noviembre                  | Westpac Stadium, Wellington      | Perú                             | 0 – 0                            | Clasificación para la Copa Mundial de 2018 |                                  |
| 16                               | 15 de noviembre                  | Estadio Nacional, Lima           | Perú                             | 0 – 2                            | Clasificación para la Copa Mundial de 2018 |                                  |

## Clubes
| Club                          | País           | Año       |
| ----------------------------- | -------------- | --------- |
| Wanderers Special Club        | Nueva Zelanda  | 2013-2015 |
| Vancouver Whitecaps 2         | Canadá         | 2015-2017 |
| Colorado Rapids               | Estados Unidos | 2018-2020 |
| Phoenix Rising                | Estados Unidos | 2021      |
| Oklahoma City Energy (cedido) | Estados Unidos | 2021      |
| Detroit City F. C.            | Estados Unidos | 2022      |
| Charleston Battery            | Estados Unidos | 2023      |